# Perissus chatterjeei
Perissus chatterjeei là một loài bọ cánh cứng trong họ Cerambycidae.